# Смирнов, Николай Андреевич (полковник)
Никола́й Андре́евич Смирно́в (1913—1970) — полковник Советской Армии, участник Великой Отечественной войны, Герой Советского Союза (1943).

## Биография
Николай Смирнов родился 25 октября 1913 года в городе Макарьеве (ныне — Костромская область). Русский.
После окончания десяти классов средней школы в 1930 году стал счетоводом, затем работал бухгалтером, заведующим артели металлистов, директором районного Дома культуры.
В 1936—1938 года Смирнов проходил службу в Рабоче-крестьянской Красной Армии. Демобилизовавшись, работал в родном городе. В 1940 году он окончил курсы младших лейтенантов.
В апреле 1941 года вступил в ВКП(б).
С началом Великой Отечественной войны Смирнов повторно был призван в армию. Окончил курсы «Выстрел». С августа того же года — на фронтах Великой Отечественной войны.
Воевал под Брянском.
К сентябрю 1943 года гвардии подполковник Николай Смирнов командовал 25-м гвардейским стрелковым полком 6-й гвардейской стрелковой дивизии 13-й армии Центрального фронта. Отличился во время битвы за Днепр. В середине сентября 1943 года полк Смирнова в числе первых переправился через Днепр в районе села Теремцы Чернобыльского района Киевской области Украинской ССР и захватил плацдарм на его западном берегу, после чего удерживал его до переправы основных сил, отразив большое количество немецких контратак. В ходе последующего наступления 24 сентября 1943 года полк Смирнова переправился через Припять в районе сёл Плютовище и Опачичи того же района, захватил и удержал плацдарм до переправы основных сил.
Указом Президиума Верховного Совета СССР от 16 октября 1943 года за «мужество и отвагу, проявленные при форсировании Днепра и удержании плацдарма на правом берегу» гвардии подполковник Николай Смирнов был удостоен высокого звания Героя Советского Союза с вручением ордена Ленина и медали «Золотая Звезда» за номером 2765.
В последующих боях Смирнов был тяжело ранен. Участвовал в советско-японской войне. После её окончания Смирнов продолжал службу в Советской Армии. В 1950 году он окончил Военную академию имени М. В. Фрунзе.
В 1961 году в звании полковника Смирнов был уволен в запас.
С 1965 года проживал в Омске, работал начальником курса гражданской обороны в институте физической культуры.
Умер 2 апреля 1970 года, похоронен на родине.

## Награды
Был также награждён двумя орденами Красного Знамени, орденами Суворова 3-й степени, Отечественной войны 2-й степени и Красной Звезды, рядом медалей.

## Память
В честь Смирнова названа улица в Антропово, установлены памятники в Макарьеве и Антропово.